# Oar obscuraria
Oar obscuraria là một loài bướm đêm trong họ Geometridae.